# Elhard von Morozowicz

Hans Elhard von Morozowicz

Hans Elhard von Morozowicz (* 14. April 1893 in Berlin; † 31. Januar 1934 in Frankfurt (Oder)) war ein deutscher Offizier, paramilitärischer Aktivist und Politiker (DNVP, Stahlhelm, Wehrwolf, NSDAP) sowie Reichstagsabgeordneter (1933–1934).

## Leben und Tätigkeit
Morozowicz entstammte einer neumärkischen/westpreußischen Adelsfamilie mit altpolnischen Wurzeln. Seine Eltern waren der Hauptmann und Johanniter-Ehrenritter Nikolaus von Morozowicz († 18. Februar 1898 in Bern) und Marianne von Risselmann (* 1. April 1864 in Berlin; † 3. Mai 1934 in Wuhden), Tochter der Auguste von Risselmann-Görbitsch und des Ritterschaftsrates August von Risselmann-Matschdorf. Der vormalige Generalleutnant Otto von Morozowicz war sein Großvater. Seine Schwester verstarb 1890.
Nach dem Besuch des Friedrichsgymnasium in Frankfurt (Oder) schlug Morozowicz die Militärlaufbahn in der Preußischen Armee ein. Zu Beginn des Ersten Weltkriegs gehörte er als aktiver Leutnant dem Ulanen-Regiment „Kaiser Alexander II. von Rußland“ (1. Brandenburgisches) Nr. 3 in Fürstenwalde an. 1916 wurde er als Oberleutnant in den preußischen Generalstab aufgenommen. 1919 schied Morozowicz als Rittmeister aus dem Militärdienst aus. 1924 wurde Morozowicz als Ehrenritter des eher konservativ-liberal geprägten Johanniterorden, dies dürfte aber seinen Intentionen und dem Verständnis als Gutsbesitzer gegolten haben. In der regionalen Nachbarschaft hielt er insbesondere Kontakt mit dem ehemaligen Regimentskameraden, dem Grundbesitzer Bodo von der Marwitz-Friedersdorf, dem auch Groß Kreutz bei Potsdam gehörte. Spätestens seit 1922, seine Mutter seit 1927, war er Mitglied der Landesabteilung Frankfurt a. d. Oder der Deutschen Adelsgenossenschaft.
In der Nachkriegszeit gehörte Morozowicz einem Freikorps an, um anschließend das Gut Wuhden bei Podelzig im Kreis Lebus aufzubauen und zu erweitern, auf dem er sich in den folgenden Jahren der Landwirtschaft widmete und eine Villa errichten ließ. Morozowicz`s eigener Besitz war damals kein ausgewiesenes Rittergut, sondern ein Versuchsgut, mit zunächst 90 ha 1923 und durch Zukauf insgesamt 125 ha Land. Davon waren unterverpachtet an die Landwirtschaftskammer Brandenburg 102 ha, in Verwaltung von Diplomlandwirt Scholz. In den Jahren 1932–1933 war er zudem im Besitz der Villa Polzin in Tzschetzschnow (heute Güldendorf bei Frankfurt (Oder)).
1919 trat Morozowicz in den Stahlhelm ein, in dem er 1924 Landesführer für Brandenburg wurde. Ab 1930 leitete er den Jungstahlhelm. Daneben war er von 1923 bis 1928 im Wehrwolf Führer des Landesverbandes Brandenburg. Während seiner Zeit im Stahlhelm war Morozowicz auch Mitglied der Gesellschaft zum Studium des Faschismus. Am 2. September 1928 hielt Morozowicz seine Fürstenwalder Haßbotschaft. Etwas später erhielt er eine Einladung nach Italien, von Mussolini. Wiederholt trat er mehrfach weiterhin in Brandenburg als Redner auf.

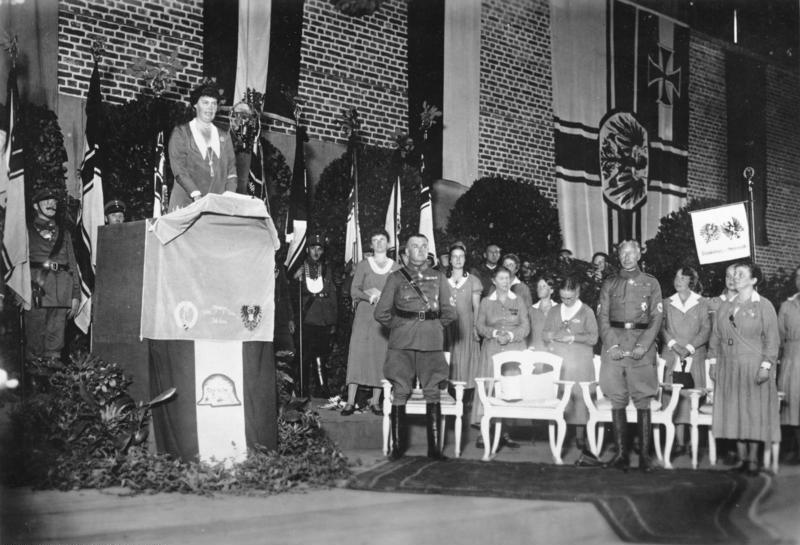
Luisenbund-Tagung in Potsdam 1932. Elhard von Morozowicz-Bildmitte-mit Cecilie von Preußen am Rednerpult. Rechts Wilhelm von Preußen

 Während der Anwesenheit Hindenburgs bei einem Manöver im September 1932 im Landkreis Lebus trafen sich alle adeligen Landwirte der Region, aus Hohenseedorf Herr von Wobeser, Herr von Oppen-Altfriedland, Rittmeister Schulz von Heinersdorf, und auch Morozowicz.
1932 wurde Morozowicz als Abgeordneter für die Deutschnationale Volkspartei in den Preußischen Landtag gewählt, dem er bis zur Auflösung dieser Körperschaft im Herbst 1933 angehörte. Seine politische Nähe zum Bund Königin Luise ist nicht konkreter darstellbar.
Mit der nationalsozialistischen Machtergreifung und der Gleichschaltung des Stahlhelms und des Wehrwolfs mit der Sturmabteilung wurde Morozowicz am 26. Juli 1933 zum SA-General (Gruppenführer) beim Stab des Obersten SA-Führers (OSAF), Oberste SA-Führung, ernannt. Im selben Jahr erhielt er den Titel Preußischer Staatsrat, hier als Reichsjungstahlhelm-Führer, Mitglied der OSAF und Rittmeister a. D. Zu diesem Zeitpunkt war er bereits Mitglied in der NSDAP. Der preußische Staatsrat war zu dieser Zeit ein Gremium, das periodisch zusammentrat, um den preußischen Ministerpräsidenten – damals Hermann Göring – bei der Führung der Geschicke des preußischen Staates zu beraten.
Im November 1933 erhielt Morozowicz ein Mandat  für den Wahlkreis 2 (Berlin) im nationalsozialistischen Reichstag. Nachdem er bei einem Autounfall bei Treplin in der Nacht des 27. Januar 1934 schwer verunglückte und vier Tage später verstarb, wurde sein Reichstagsmandat am 3. April 1934 von Joachim von Blücher übernommen. Ihm zu Ehren gab es eine Weihe der „Morozowicz-Gedenkhalle“ in Frankfurt (Oder).
Elhard von Morozowicz hatte mindestens eine Tochter Sieglinde, 1927 geboren, die Mutter war Gertrud, geb. Brückner. Ihre Hochzeit war 1915. Gertrud von Morozowicz stammte aus einer Fabrikantenfamilie in Kalbe a. S., wo die Eltern, Kommerzienrat Richard Brückner und Ehefrau Auguste, geb. von Jakobs, bis 1916 die Firma Brückner & Co. führten und dann auf dem Erbweg 1917 weitergaben. Witwe und Tochter wohnten bis Ende der 1930er Jahre weiterhin in Wuhden, dann in Berlin.